# Totò all'inferno
Totò all'inferno è un film del 1955 diretto da Camillo Mastrocinque. Fu il primo film di Totò diretto da Mastrocinque.

## Trama
Antonio Marchi, disoccupato depresso, tenta più volte il suicidio finché annega accidentalmente in un fiume e si ritrova all'inferno. Qui viene riconosciuto come reincarnazione di Marc'Antonio e viene spinto da Belfagor tra le braccia della bella Cleopatra, che fa parte del girone dei Lussuriosi per benevolenza del Diavolo, invece di trovarsi nel girone dei Violenti. L'incontro tra i due viene malvisto proprio da Satana, geloso della donna, così Totò, per sfuggire alla sua ira, scappa nuovamente sulla Terra, trovandosi coinvolto in vicende improbabili. Prima finisce in un gruppo di pseudo esistenzialisti, poi costretto a fare il rapinatore, a sposare una ragazza siamese e infine a fingersi pazzo. Alla fine delle sue peripezie ricade comunque negli inferi e ivi condannato ad una pena atroce, salvo poi risvegliarsi all'improvviso: il pover'uomo non era morto cadendo nel fiume ma era solamente rimasto intontito per la caduta ed aveva sognato.

## Ambientazione
L'ambiente dell'Oltretomba nel film è stato riadattato in maniera completamente napoletana.
Quando Totò giunge all'Inferno si trova davanti alla figura oscura del traghettatore di anime Caronte, personaggio già presente nella mitologia greca, ma reso ancor più famoso da Dante Alighieri nel Canto III del suo Inferno. Giunto nell'Oltretomba vero e proprio, Totò incontra un amico, morto vent'anni prima, che gli spiega come va la situazione nel Profondo Abisso. Come nella Divina Commedia dantesca, l'Inferno è suddiviso in gironi, cerchi e bolge e soprattutto vi è una netta separazione e differenza tra i dannati e diavoli delle bolge del Nord e quelli del Sud. E come nell'Italia dei tempi nostri l'odio tra i due gruppi è talmente grande che spesso litigano tra loro, per non parlare delle risse che si creano durante la collocazione "in gironi" delle partite di calcio, afferma l'amico a Totò. Successivamente un'altra citazione del film è tratta dalla storia reale di Marco Antonio, soldato romano e della regina egiziana Cleopatra, amante di Giulio Cesare.
Una curiosità nell'ambientazione è data dall'alternanza nell'uso del bianco e nero per le scene di vita reale e la pellicola a colori per le scene ambientate nell'inferno.